# Portugiesisch-schweizerische Beziehungen
Die portugiesisch-schweizerischen Beziehungen beschreiben das zwischenstaatliche Verhältnis zwischen Portugal und der Schweiz. Die Länder unterhalten traditionell problemlose Beziehungen. Nach der portugiesischen Anerkennung der schweizerischen Neutralität 1815 begannen die regulären diplomatischen Beziehungen zwischen beiden Ländern, die 1883 in einem bilateralen Abkommen geregelt wurden.
In der Schweiz leben etwa 270'000 Portugiesen, die damit die drittgrösste Ausländergruppe im Land stellen. Knapp 3500 Schweizer wohnen in Portugal, davon etwa die Hälfte portugiesisch-schweizerische Doppelstaatsbürger.

## Geschichte
Als erster neuzeitlicher Kontakt zwischen den zwei Ländern gilt der Besuch Paracelsus’ in Portugal im Jahr 1515. Später hielt sich der Basler Naturforscher Leonhard Thurneysen in den Jahren 1555 und 1556 in Portugal auf.
Vermehrt kamen Schweizer im 18. Jahrhundert nach Portugal, insbesondere Geschäftsleute wie der Hofbankier David de Pury, der sich 1736 dort niederliess, oder dessen Neffe David-Henri de Meuron, der hier bis zu seinem Tod 1825 arbeitete, auch in Partnerschaft mit anderen schweizerischen Kaufleuten vor Ort, etwa David Schwab oder François Verdan.
Im Siebenjährigen Krieg standen von 1762 bis 1763 auch Schweizer Truppen in portugiesischen Diensten. Ihr Einsatz endete jedoch unrühmlich, und sie wurden nach groben Disziplinlosigkeiten wie Unterschlagungen und Fahnenflucht aus dem Dienst entlassen.
Portugal erkannte die Neutralität der Schweiz 1815 an, danach nahmen beide Länder diplomatische Beziehungen auf, die sie 1883 in einem Abkommen festschrieben.
Im Zweiten Weltkrieg (1939–1945) blieben beide Länder neutral und waren gleichermassen Zuflucht für Flüchtlinge.
1959 werteten Portugal und die Schweiz ihre gegenseitigen Vertretungen zu vollen Botschaften auf. Mit der Mitgliedschaft beider Länder in der Europäischen Freihandelsassoziation (EFTA) ab 1960 vertieften sich die bilateralen Beziehungen weiter. Während des portugiesischen Kolonialkriegs vertrat die Schweiz zwischen 1963 und 1975 die Interessen Portugals im Senegal.
Nach der Nelkenrevolution 1974 und der folgenden Rückkehr zur Demokratie in Portugal wurden ab 1977 auch die offiziellen Besuche zwischen portugiesischen und schweizerischen Offiziellen zahlreicher. Zuletzt reiste Bundespräsidentin Micheline Calmy-Rey 2007 nach Portugal, Präsident Marcelo Rebelo de Sousa kam zuletzt 2016 in die Schweiz.

## Diplomatie

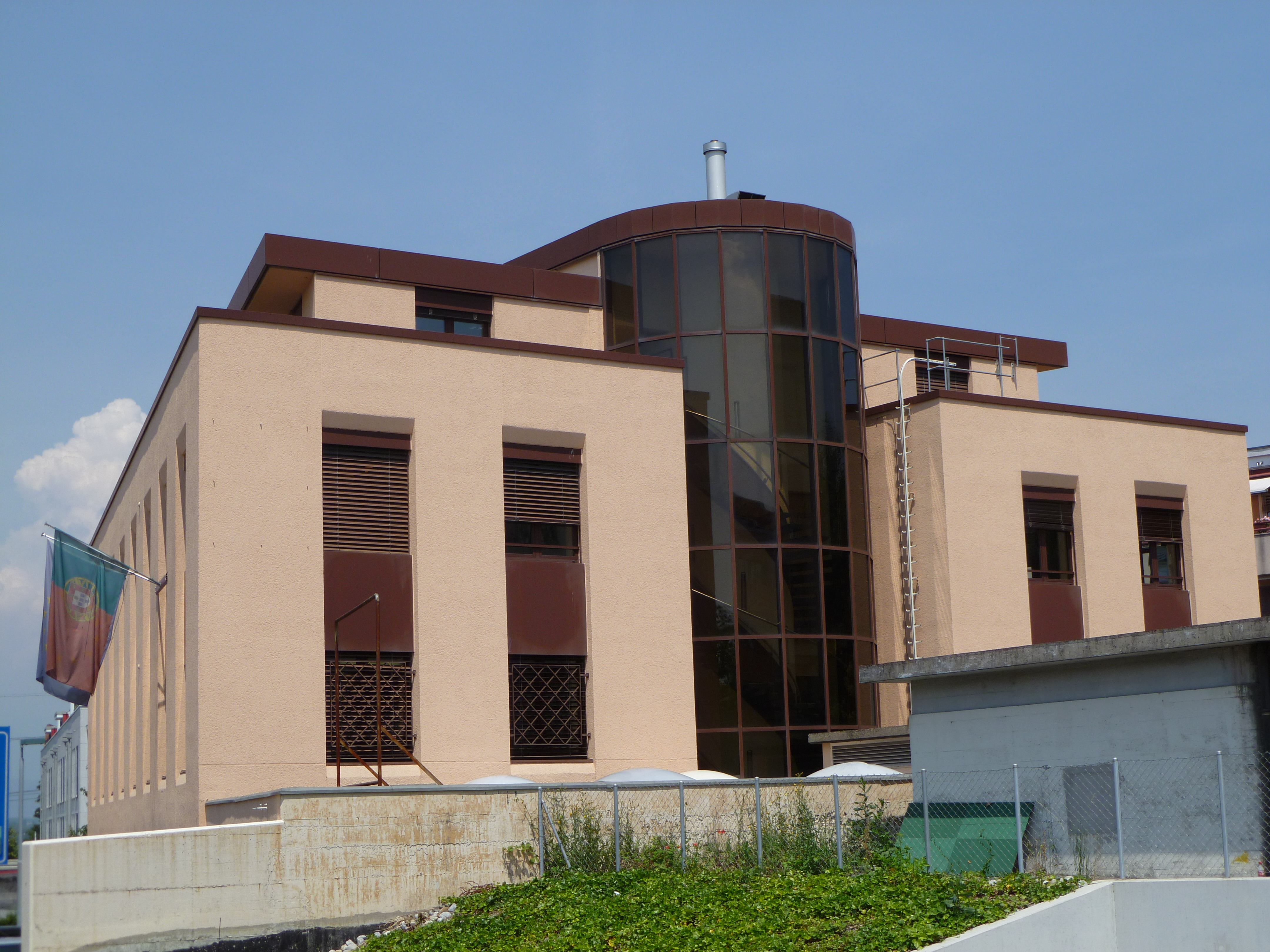
Das portugiesische Konsulat in Genf

Das erste schweizerische Konsulat wurde 1817 in Lissabon eröffnet. 1936 richtete die Schweiz eine diplomatische Kanzlei in Lissabon ein, aus der 1959 die Botschaft der Schweiz in Portugal wurde. Sie sitzt heute in der Lissabonner Travessa do Jardim Nr. 17. Zudem besteht in Porto ein schweizerisches Konsulat.
Portugal eröffnete sein erstes Konsulat in der Schweiz 1855 in Genf. 1892 folgte eine diplomatische Legation in Bern, aus der 1959 die Botschaft Portugals in der Schweiz wurde. Sie hat ihr Domizil in der Weltpoststrasse 20. Portugal unterhält zudem zwei Generalkonsulate in Genf und Zürich und zwei konsularische Büros in Lugano und Sitten.

## Städtepartnerschaften
Bisher ging die portugiesische und die schweizerische Kommune eine Städte- und Gemeindefreundschaften ein :
- Castro Daire und Zermatt

## Wirtschaft

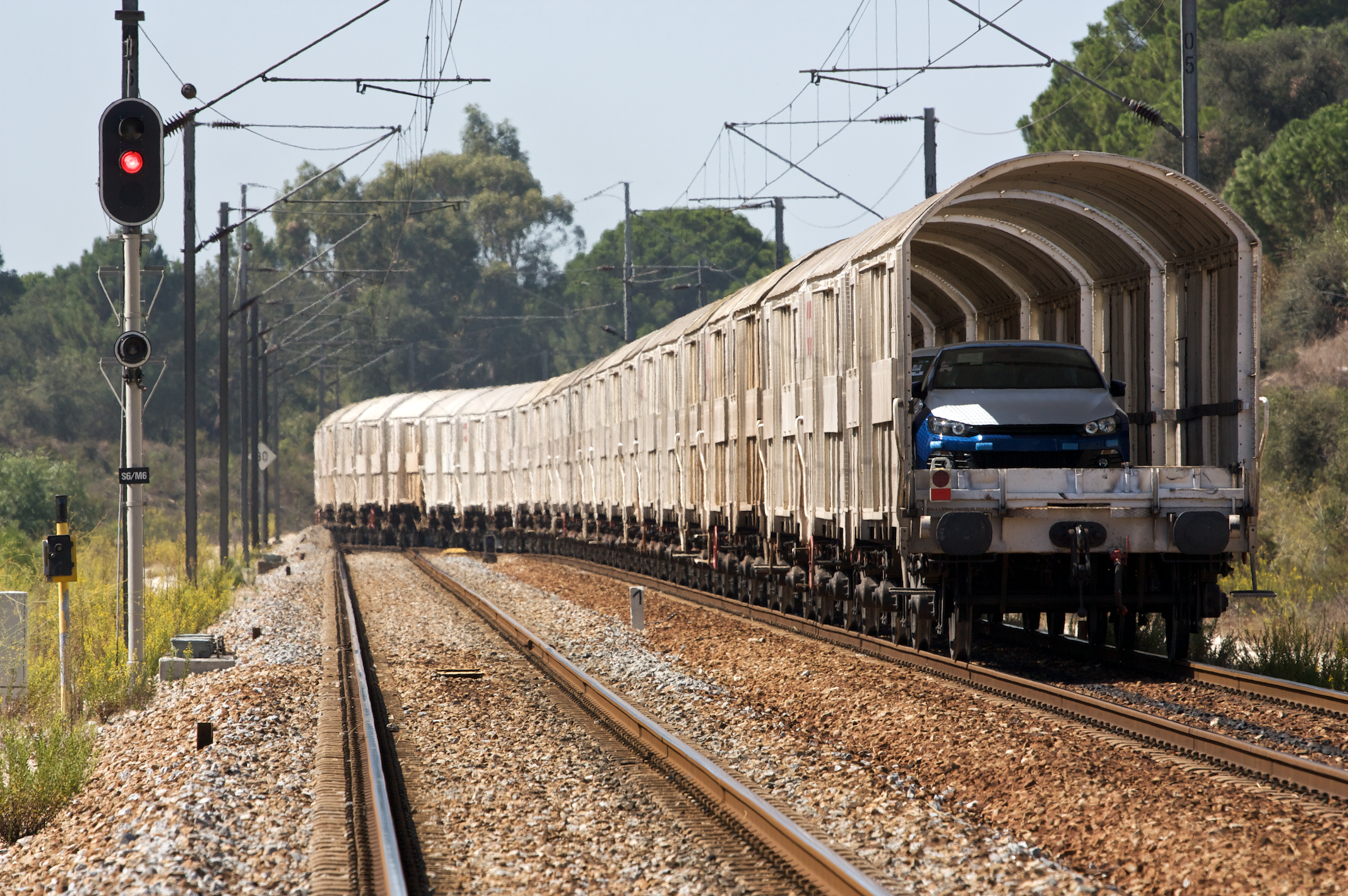
Autotransport der portugiesischen Bahn: Kraftfahrzeuge sind noch vor portugiesischem Wein das bedeutendste Einzel-Exportgut Portugals in die Schweiz.

Die portugiesische Aussenhandelskammer AICEP unterhält in Zürich ein Büro, während die schweizerisch-portugiesische Industrie- und Handelskammer in Lissabon ansässig ist. Die bilateralen Handelsbeziehungen werden auch durch die 270'000 Portugiesen in der Schweiz und die jährlich etwa 250'000 schweizerischen Touristen in Portugal mitgeprägt. Portugal steht an 13. Stelle der schweizerischen Handelspartner, die Schweiz an 18. Stelle der portugiesischen Handelspartner.
Im Jahr 2015 exportierte Portugal Waren und Dienstleistungen im Wert von 1513 Mio. Euro in die Schweiz (2014: 1578 Mio., 2013: 1265 Mio. Euro, 2012: 1083 Mio. Euro, 2011: 478 Mio. Euro), davon 12,6 % Nahrungsmittel, 11,4 % Maschinen und Geräte, 8,9 % Fahrzeuge und Fahrzeugteile und 8,2 % Optik- und Präzisions-Instrumente.
Die Schweiz exportierte im gleichen Zeitraum Waren und Dienstleistungen im Wert von 641,6 Mio. Euro nach Portugal (2014: 653,6 Mio., 2013: 615,4 Mio. Euro, 2012: 664,3 Mio. Euro, 2011: 710,7 Mio. Euro), davon 66,5 % chemisch-pharmazeutische Produkte, 13,4 % Maschinen und Geräte, 8,5 % Optik- und Präzisions-Instrumente und 2,1 % Metalle.
Die beiden Länder haben 1974 ein Doppelbesteuerungsabkommen abgeschlossen und zuletzt mit einem Änderungsprotokoll im Oktober 2013 aktualisiert.

## Kultur

### Institutionen
Das portugiesische Kulturinstitut Instituto Camões unterhält verschiedene Einrichtungen in Bern, Vevey, Genf und Zürich, jedoch kein Sprach- und kein Kulturinstitut.

### Malerei
Der schweizerische Maler Michael Biberstein (1948–2013) lebte und arbeitete seit 1979 bis zu seinem Tod in Portugal.

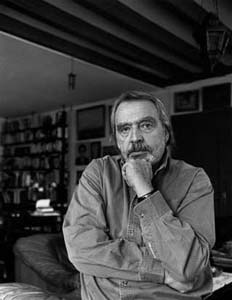
Alain Tanner (1993)

### Film
Verschiedene Filme entstanden auch in schweizerisch-portugiesischer Koproduktion, beispielsweise 2013 die Buchverfilmung „Nachtzug nach Lissabon“ oder 1997 „Die Schwächen der Frauen“ des portugiesischen Regisseurs Luís Galvão Teles. 2013 erschien der Film „Große Wellen“ (Les grandes ondes (à l'ouest)) des schweizerischen Regisseurs Lionel Baier. Das Komödiendrama erzählt die Geschichte eines Reportageteams des Schweizerischen Radio- und Fernsehgesellschaft (SRG), das 1974 in Portugal von der Nelkenrevolution überrascht wird.
Auch einige Werke des Portugiesen Manoel de Oliveira, dem Altmeister des europäischen Autorenfilms, entstanden in portugiesisch-schweizerischer Koproduktion, etwa „Am Ufer des Flusses“ (1993). Der schweizerische Kameramann Renato Berta arbeitete mehrfach mit Manoel de Oliveira.
Der schweizerische Regisseur Alain Tanner drehte mit dem preisgekrönten Werk „In der weissen Stadt“ 1983 einen Film über Lissabon, wohin er 1998 mit seiner Verfilmung von Antonio Tabucchis Buch Lissabonner Requiem zurückkehrte. Mit „Ein Käfer gibt Vollgas“ entstand 1972 auch ein deutsch-schweizerischer Film aus der Dudu-Serie in Portugal, der genauso zu leichteren Filmgenres gezählt wird, wie die deutsch-schweizerische Produktion „Liebesbriefe einer portugiesischen Nonne“ von 1977.
Der in der Schweiz bekannte kleinwüchsige Schauspieler, Statist und Showanimateur Sam Jimmyjoe wurde 1989 in Portugal geboren. 2014 zeigte das SRF-Fernsehen den Dokumentarfilm "Jimmyjoe – Wo chunsch du här, wo geisch du hi", der den Schauspieler porträtiert.
Jeanne Waltz (* 1962 in Basel) ging 1989 nach Portugal und arbeitet seither hauptsächlich für portugiesische Filmproduktionen als Bühnenbildnerin und Drehbuchautorin, ist aber auch Regisseurin.
Die schweizerische Regisseurin Jenna Hasse wurde 1989 in Lissabon geboren und wuchs im schweizerischen Kanton Waadt auf, als Tochter einer Schweizerin und eines Portugiesen.

## Sport

### Fussball

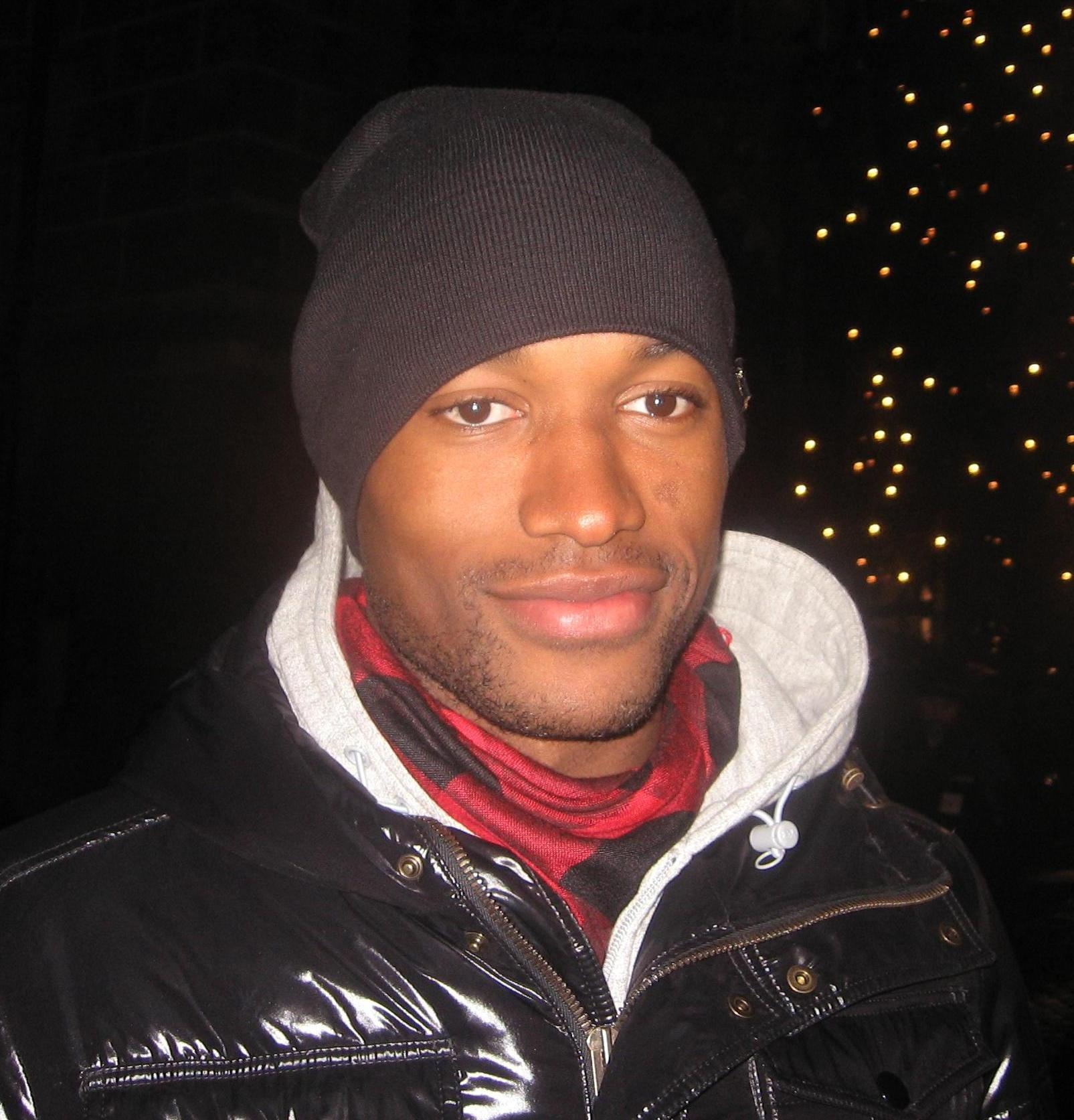
José Gonçalves (2008)

Die portugiesische Fussballnationalmannschaft und die Schweizer Fussballnationalmannschaft der Männer traten bisher 21 Mal gegeneinander an (Stand Januar 2017), wobei zehn schweizerische Siege, sechs portugiesische Siege und fünf Remis zu verzeichnen waren. Erstmals trafen sie im Jahr 1938 in Italien aufeinander. In dem Spiel zur WM-Qualifikation 1938 siegte die Schweiz 2:1, so dass Portugal sich nicht für die WM qualifizierte. Mit dem 3:0-Sieg beim Freundschaftsspiel in Lissabon am 1. Januar 1942 gelang den Portugiesen der bislang höchste Sieg gegen die Schweiz, die ihrerseits das 2:0 in der Qualifikation zur WM 2018 am 6. September 2016 in Basel als höchsten Sieg gegen Portugal verzeichnet.
Die Portugiesische und die Schweizer Fussballnationalmannschaft der Frauen trafen bisher neun Mal aufeinander (Stand August 2021), erstmals am 10. Oktober 1982 in Solothurn. Das Spiel in der Gruppe 3 der Qualifikation zur EM 1984 gewannen die Schweizerinnen mit 2:0. Insgesamt gewannen sie fünf Begegnungen, dreimal gewannen die Portugiesinnen, einmal trennten sie sich unentschieden. Beim Algarve-Cup treten die Schweizerinnen seit 2015 an, konnten aber ebenso wie die Gastgeberinnen bislang noch nicht bis ins Finale vordringen (Stand 2020).
Eine Reihe Fussballspieler sind mit Portugal und der Schweiz gleichermassen verbunden, etwa der in Portugal geborene und in der Schweiz aufgewachsene José Gonçalves mit kapverdischen Wurzeln, der im schweizerischen Le Locle geborene Jugend-Nationaltorwart Joel Pereira, oder der im schweizerischen Crissier geborene, portugiesisch-schweizerische Fussballer Paulo Diogo. Der in Sitten geborene Joël Monteiro spielte bislang ausschliesslich für schweizerische Clubs (Stand Juli 2021). Die ebenfalls in der Schweiz geborenen, portugiesischstämmigen João Oliveira, Angelo Campos, Ricardo Azevedo, Roberto Alves, André Barbosa, Michael Gonçalves und Pedro Teixeira spielen bereits seit ihrer Jugend für die eidgenössische Nationalelf, während die ebenfalls in der Schweiz geborenen Pedro Mendes, Diogo Costa und Diogo Monteiro für Portugal antreten. Die im schweizerischen Thun geborene Stefanie da Eira spielte zunächst für die schweizerischen Jugend-Nationalmannschaften (U-17 und U-19), bevor sie sich dann für die portugiesische Frauen-Nationalmannschaft entschied. Die portugiesische Nationaltorhüterin Inês Pereira steht seit 2021 beim Servette FC Chênois Féminin unter Vertrag.
Gelegentlich laufen Spieler beider Länder auch im jeweils anderen Land auf, etwa der Schweizer Christopher Lungoyi, der von 2018 bis 2020 beim FC Porto unter Vertrag stand, oder der Portugiese Bruno Jordão, der seit Januar 2022 für die Grasshoppers Zürich spielt.
Der Portugiese Artur Jorge wurde 1995 Nationaltrainer der Schweizer Nationalmannschaft der Männer und führte sie erfolgreich durch die Qualifikation zur EM 1996 und damit zur ersten EM-Teilnahme der Schweiz.

### Radsport
Der portugiesische Radrennfahrer José Bento Pessoa besiegte auch das damalige Schweizer Radrennidol Théodore Champion, als er am 10. April 1898 in der Radrennbahn in Genf-Jonction seinen Weltmeistertitel in der 500-Meter-Disziplin verteidigte.

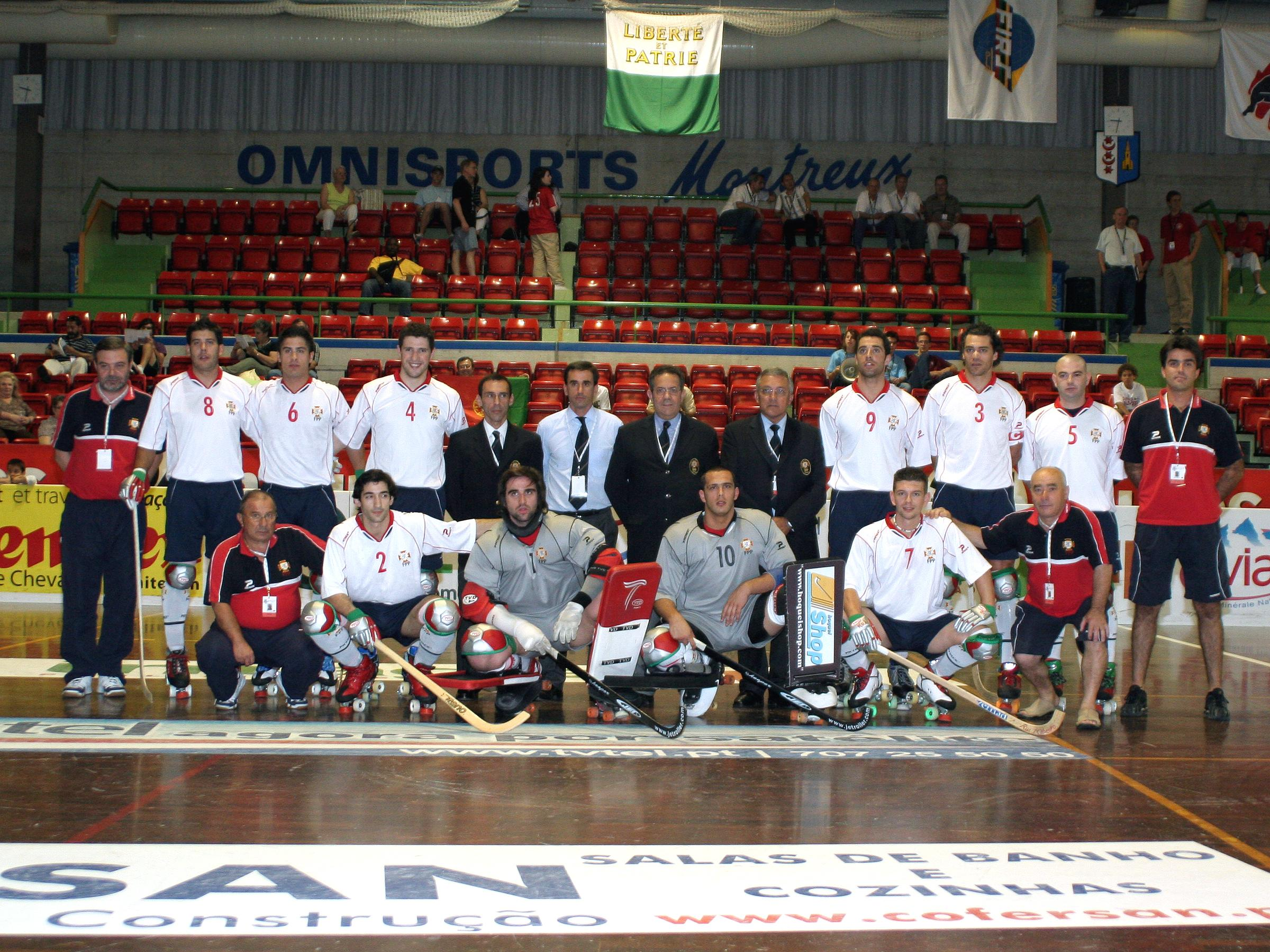
Portugals Rollhockeyteam bei der WM in Montreux 2007

Das wichtigste portugiesische Radrennen, die Volta a Portugal, konnten bislang zwei Schweizer gewinnen, Fabian Jeker 2001 und Colin Stüssi 2023. Die Tour de Suisse konnte der Portugiese Rui Costa dreimal gewinnen, in den Jahren 2012, 2013 und 2014, zudem wurden in den Jahren 1984 und 2024 portugiesische Fahrer Zweite (alles Stand Juli 2024).

### Andere
Bei der Rollhockey-Weltmeisterschaft 2007 in Montreux kam Portugal nicht unter die letzten Vier. Dies passierte hier das erste und bislang einzige Mal seit der ersten WM 1936. Bei den bislang zehn in Portugal ausgetragenen Weltmeisterschaften gelang der Schweizer Auswahl ebenfalls keine Platzierung unter den letzten Vier.
Die olympische Skifahrerin Camille Dias wurde 1996 als Tochter portugiesischer Einwanderer in der Schweiz geboren und trat zunächst für den schweizerischen, danach für den portugiesischen Skiverband an.